# Heavy (canção de Linkin Park)
"Heavy" é uma canção da banda americana de rock Linkin Park. Foi gravada para o sétimo álbum de estúdio do grupo, One More Light. O single conta com a participação da cantora e compositora Kiiara. A letra é de autoria do próprio Linkin Park junto com Julia Michaels e Justin Tranter.
O lançamento oficial da canção aconteceu em 16 de fevereiro de 2017 para download e em 21 de fevereiro nas rádios.

## Composição e gravação
Os membros da banda Chester Bennington, Mike Shinoda e Brad Delson trabalhou com Julia Michaels e Justin Tranter em co-escrever a canção, que já tinha trabalhado com artistas como Justin Bieber, Selena Gomez e Gwen Stefani. A inspiração para a letra de "Heavy" veio de uma conversa da banda a respeito das frustrações e problemas em suas vidas. Daí, eles descobriram que a vida pessoal um do outro era difícil. Bennington disse que, pessoalmente, ele sofreu bastante, mesmo em dias bons. Ele diz que a frase inicial da música, "I don't like my mind right now" ("Eu não gosto da minha mente agora"), é ele 24 horas por dia. Em uma entrevista para a revista Music Choice, Bennington disse: "A maioria dos meus problemas são causados por eu mesmo. É sobre isso que essa canção é -- naquele momento em que você conscientemente olha isso. Quando você reconhece o que é isso, você pode separar a si mesmo disso e fazer algo a respeito, ao invés de apenas ficar triste."
Em uma série de videos lançados antes da estreia do single, Joseph Hahn foi quem teve a ideia de trazer uma cantora para participar da faixa, que ele descreveu como "algo que nunca fizemos, pode dar a canção a dinâmica que precisamos." Bennington sugeriu que a mulher cantasse a parte final da música, mas ela se recusou afirmando que apenas participaria da produção. Chester então gravou a música inteira com seus vocais caso eles não conseguissem uma cantora para a canção.
A banda foi apresentada a cantora Kiiara através do radialista Zane Lowe, que, durante uma entrevista com ela, foi informado que Linkin Park era sua banda favorita. Lowe entrou em contato com Mike Shinoda, que estava intrigado com o quão diferente era a música de Kiiara, gostando da canção dela "Gold". Zane colocou Shinoda em contato com Kiiara e a banda decidiu trabalhar com ela. Sua função foi simplesmente gravar algumas partes da faixa, já que a letra já havia sido escrita. Os produtores Emily Wright e Andrew Bolooki cuidaram de toda a produção dos vocais dela. Segundo, Shinoda, o vocal feminino trouxe mais profundidade a canção, salientando que não era "a luta de uma pessoa só mais".

## Faixas e formatos
| Download digital |                      |         |  |
| N.º              | Título               | Duração |  |
| 1.               | "Heavy" (com Kiiara) | 2:49    |  |

| CD single |                        |         |  |
| N.º       | Título                 | Duração |  |
| 1.        | "Heavy" (com Kiiara)   | 2:49    |  |
| 2.        | "Heavy" (Instrumental) | 2:49    |  |

## Recepção da crítica
"Heavy" recebeu avaliações negativas da maioria dos críticos, com reclamações normalmente se focando no som da banda que mudou de nu metal para algo mais pop.
A reação dos fãs foi igualmente negativa.

## Pessoal
- Chester Bennington - vocais
- Mike Shinoda - teclado, piano, produção
- Brad Delson - guitarra, produção
- Dave "Phoenix" Farrell - baixo
- Joe Hahn - turntablism, amostras, programação
- Rob Bourdon - bateria, percussão

Músicos adicionais
- Kiiara - vocais

Produção
- Escrito por Mike Shinoda, Brad Delson, Chester Bennington, Julia Michaels e Justin Tranter
- Música realizada pelo Linkin Park
- Vocais de Chester Bennington e Kiiara
- Vocais de apoio de Mike Shinoda
- Produzido por Mike Shinoda e Brad Delson
- Produção vocal por Emily Wright, RAC e Andrew Bolooki
- Mixagem de Serban Ghenea
- Alejandro Baima - assistente de engenharia
- Warren Willis - assistente de engenharia.

Fonte:

## Desempenho nas tabelas musicais
| Tabela musical (2017)               | Melhor posição |
| ----------------------------------- | -------------- |
| Alemanha (Media Control Charts)     | 12             |
| Austrália (ARIA Charts)             | 33             |
| Áustria (Ö3 Top 40)                 | 9              |
| Bélgica (Ultratip de Flandres)      | 4              |
| Canadá (Canadian Hot 100)           | 46             |
| Escócia (The Official Charts)       | 25             |
| Estados Unidos (Billboard Hot 100)  | 45             |
| Estados Unidos (Alternative Songs)  | 22             |
| Estados Unidos (Hot Rock Songs)     | 2              |
| Estados Unidos (Rock Airplay)       | 46             |
| Estados Unidos (Rock Digital Songs) | 1              |
| França (SNEP)                       | 112            |
| Irlanda (IRMA)                      | 70             |
| Itália (FIMI)                       | 59             |
| Malásia (RIM)                       | 2              |
| Nova Zelândia (Recorded Music NZ)   | 35             |
| Reino Unido (UK Singles Chart)      | 43             |
| Chéquia (Singles Digitál Top 100)   | 5              |

| País                     | Certificação | Vendas    |
| ------------------------ | ------------ | --------- |
| Alemanha (BVMI)          | Ouro         | 200.000   |
| Austrália (ARIA)         | Ouro         | 35.000    |
| Estados Unidos (RIAA)    | 2× Platina   | 2.000.000 |
| Itália (FIMI)            | Ouro         | 25.000    |
| Reino Unido (BPI)        | Prata        | 200.000   |
| Suíça (IFPI Switzerland) | Ouro         | 15.000    |

## Histórico de lançamento
| País           | Data                    | Formato           | Gravadora    |
| -------------- | ----------------------- | ----------------- | ------------ |
| Itália         | 16 de fevereiro de 2017 | Rádios mainstream | Warner Bros. |
| Estados Unidos | 20 de fevereiro de 2017 | Rádios Hot AC     | Warner Bros. |